# Прототип персонажа
Прототип персонажа — прообраз, конкретна історична або сучасна автору особа, яка послужила йому відправним моментом для створення образу.
Сенс і значення літературного героя незмірно ширше безпосередньої «натури» («зразка», «оригіналу»), що відтворюється художником. Реальна людина, стаючи предметом художнього зображення, змінюється настільки, що перестає бути рівним собі .
Образ людини не тільки відтворює окремі особливості прототипу, не тільки відображає породжений епохою тип особистості: він — нова особа, що знаходить самостійне буття. Цим пояснюється його здатність ставати «прообразом» особливої породи людей в самому житті («тургенєвські жінки») або прототипом для творів іншої епохи.

## Приклади прототипів
- Юрій Володийовський — полонізований український шляхтич, прототип головного персонажу декількох книг Генрика Сенкевича — Міхала Володийовського.
- Ніна Грін — дружина письменника Олександра Гріна, прототип героїні «Пурпурових вітрил» Ассоль.
- Дженні Черчилль — мати Вінстона Черчилля, прототип леді Джессіки із фантастичного роману Френка Герберта «Дюна» та однойменного фільму Девіда Лінча.
- Маріанна де Лейва — монахиня-бенедиктинка, прототип головної героїні історичного роману Алессандро Мандзоні «Заручені».
- Микола Толстой — батько письменника Льва Толстого, прототип Миколи Ілліча Ростова у «Війні і мирі».
- Нана Сагіб — один із лідерів повстання сипаїв 1857 року, прототип принца Даккара (капітана Немо) у творах Жуля Верна.
- Крістофер Мілн — син письменника Алана Мілна, прототип Крістофера Робіна в оповіданнях про Вінні-Пуха.
- Аліса Лідделл — прототип головної героїні книги «Аліса у Дивокраї» та інших творів Льюїса Керрола.
- Харлампій Єрмаков — командир 1-ї повстанської дивізії у Вешенському повстанні, повний Георгіївський кавалер, прототип Григорія Мелехова в романі Михайла Шолохова «Тихий Дон».
- Джозеф Белл — лікар-хірург, професор Медичної школі Единбурзького університету, прототип Шерлока Холмса, персонажа творів Артура Конана Дойла.
- Іван Богун — український військовий і державний діяч, козацький воєначальник часів Хмельниччини, прототип головного персонажа роману Генрика Сенкевича «Вогнем і мечем» — Юрка Богуна.
- Йоганн Фауст — німецький лікар і чорнокнижник XVI ст., прототип протагоніста класичної легенди доктора Фауста.
- Якоб Ландже (швейцарський купець) та Юзеф Вокульський (келецький лікар) — прототипи головного героя повісті Болеслава Пруса «Лялька» — Станіслава Вокульського.
- Теофіл Картер (англ. Theophilus Carter) — ексцентричний британський мебляр XIX—XX ст., прототип Капелюшника з книги «Аліса у Дивокраї» та Кепа Ель-Юшника — із «Аліси в Задзеркаллі» Льюїса Керрола.
- Цемах Шабад — лікар і громадський діяч із Вільнюса, прототип лікаря Ойболитя, героя творів Корнія Чуковського.
- Гонсало Хіменес де Кесада — іспанський конкістадор, шукач Ельдорадо, прототип Дон Кіхота Сервантеса.
- Хуан Теноріо — представник одного з аристократичних севільських родів (XIV ст.), прототип Дона Жуана.
- Шарль Ож'є де Батц де Кастельмор — гасконський дворянин, військовик, прототип героя роману Александра Дюма — д'Артаньяна.
- Дональд Трамп — бізнесмен, політик, прототип головного негативного персонажа фільму «Назад у майбутнє 2» — Біффа Таннена.